# NHK 고베 방송국
NHK 고베 방송국(NHK神戸放送局)은 효고현을 방송구역으로 하는 NHK의 지역방송국이며 FM라디오·텔레비전 방송을 담당하고 있다.

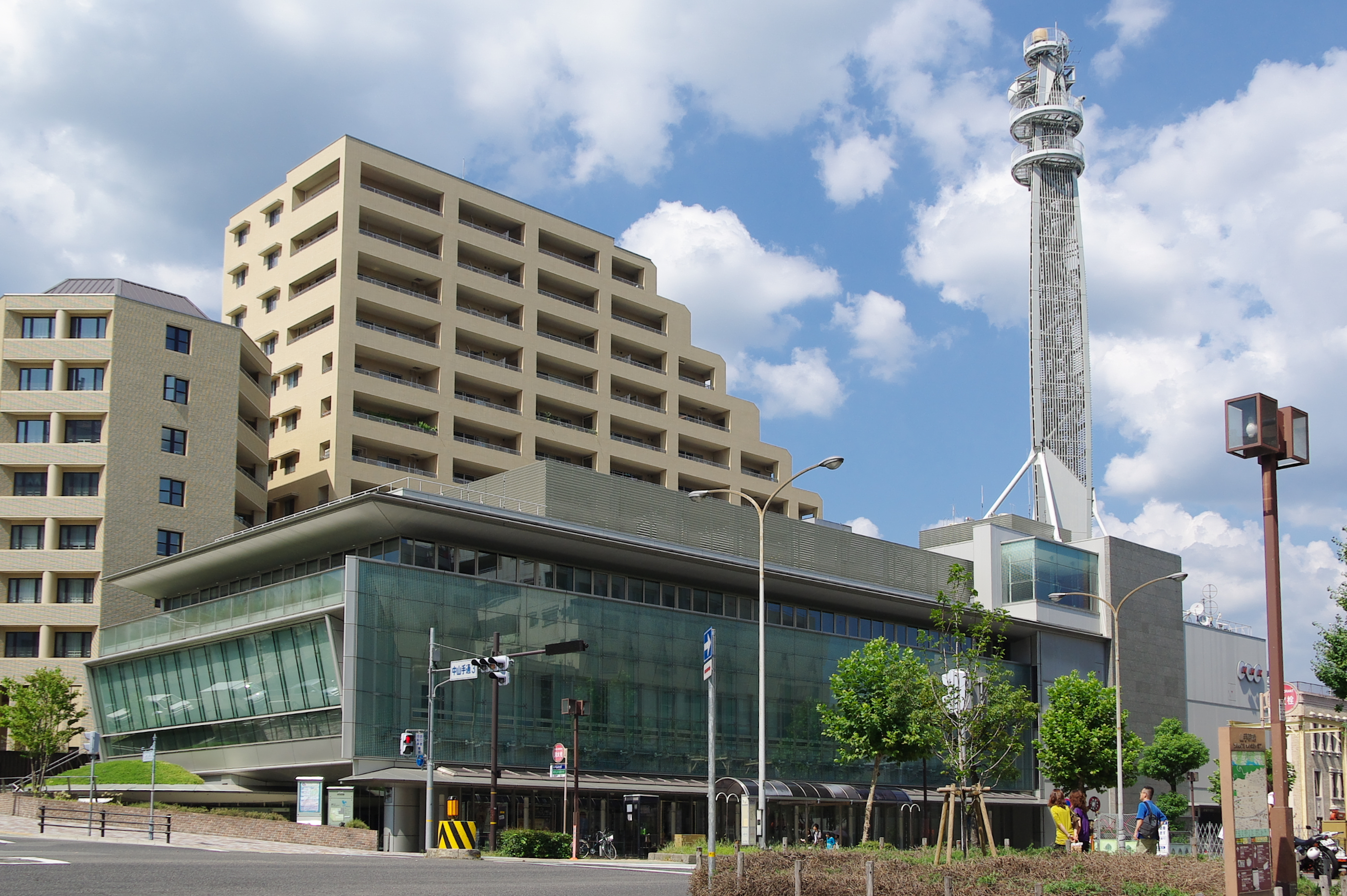
NHK 고베 방송국

## 연혁
- 1925년 7월 - 사단법인 오사카 방송국 고베 출장소 개설.
- 1926년 8월 - 일본 방송협회 간사이 지부 고베 출장소로 개칭.
- 1934년 5월 - 오사카 중앙 방송국 고베 출장소로 개칭.
- 1935년 8월 10일 - 오사카 중앙 방송국 고베 출장소 히메지 상담소 개설.
- 1941년 12월 27일 - 오사카 중앙 방송국 히메지 임시 방송소 개설(1945년 10월 26일, 히메지 중계방송소로 개칭).
- 1948년 7월 1일 - 고베 출장소는 고베 지국, 히메지 상담소는 고베 지국 히메지 분국으로 개칭.
- 1951년 7월 1일 - 고베 지국은 고베 방송국, 히메지 분국은 히메지 방송국으로 개칭.
- 1953년 5월 30일 - 히메지 중계방송소 폐지.
- 1970년 3월 27일 - 고베 방송국, 현역FM방송 개시(호출 부호 JOPP-FM).
- 1971년 5월 24일 - 종합 텔레비전 현역 텔레비전 방송 개시(호출 부호 JOPP-TV).
- 1988년 7월 - 히메지 방송국, 고베 방송국 히메지 지국으로 개칭.
- 1995년 1월 17일 - 한신·아와지 대지진발생, 방송 회관 파괴.
- 1995년 5월 - 고베 방송국 이전.
- 1997년 3월 - 구방송 회관 건물 철거.
- 2004년 12월 1일 - 지상 디지털 텔레비전 방송 개시(호출 부호 JOPP-DTV).
- 2005년 1월 17일 - 구 사옥 사철거지에 방송 회관을 재건.
- 2011년 7월 24일 - 지상파 아날로그 텔레비전 방송 종료

## 채널·주파수
- 종합 텔레비전 고베본국(JOPP-DTV) 22ch(출력:1kW)
- 교육 텔레비전 오사카방송국(JOBB-DTV) 13ch(출력:3kW)
- 라디오 제1방송 (오사카방송국) 도요오카 중계국:1161kHz(출력:100W) 가스미 중계국:1584kHz(출력:100W) 신온센 중계국:1233kHz(출력:500W)
- 라디오 제2방송 (오사카방송국) 도요오카 중계국:1539kHz(출력:100W)
- FM방송 고베본국(JOPP-FM) 86.5MHz(출력:500W)

## 효고현에 있는 다른 텔레비전·라디오 방송국
- 선 TV(SUN)(독립 텔레비전 방송국)
- 라디오 간사이(CRK)(독립 라디오 방송국)
- Kiss-FM KOBE(JFN 계열)